# حدیث مرسل
حدیث مرسل از اقسام اخبار واحد است و اصطلاحی در علم درایه و علم الحدیث است. در تعریف حدیث مرسل آورده‌اند که حدیثی است که توسط راوی بدون واسطه مستقیم از یکی از امامان شیعه یا پیامبر اسلام نقل شده باشد. اگر راوی حدیث، روایت را با واسطه نقل کند اما در مشخص کردن شخص واسط ابهامی ذکر کند یا نامش را ذکر نکند و یا حتی از روی فراموشی یا خطا، آن را ذکر نکند، این روایت نیز در زمره حدیث مرسل قرار می‌گیرد. در اعتبار یا عدم اعتبار این حدیث، اختلافاتی بین فقها گزارش شده‌است.

## مطالعه بیشتر
- ربانی، محمدحسن، بررسی اعتبار احادیث مرسل، چاپ اول، ۱۳۸۹، قم: بوستان کتاب.